# No apaguis mai el llum
No apaguis mai el llum (Lights Out) és una pel·lícula de terror de 2016 escrita i dirigida per David F. Sandberg, en el seu debut sobre el seu curtmetratge homònim de 2013.
La pel·lícula es va estrenar el 22 de juliol de 2016 i va ser un èxit, recaptant més de $148 milions i rebent crítiques generalment positives. El rodatge va començar el 29 de juny de 2015. Va ser estrenada el 22 de juliol de 2016. Una seqüela es troba actualment en desenvolupament. Aquesta pel·lícula ha estat doblada i subtitulada al català.

## Argument
En un magatzem tèxtil, la treballadora Esther (Lotta Losten) observa una misteriosa figura femenina cada vegada que apaga la llum, però no veu gens amb les llums enceses. Ella adverteix a l'amo, Paul, (Billy Burke) sobre l'aparició, però ell la ignora i ella se'n va. Aviat, Paul és perseguit i brutalment assassinat per la figura en apagar-se les llums.
La fillastra de Paul, Rebecca (Teresa Palmer) està amb el seu nuvi Bret (Alexander DiPersia), es dona una dutxa i ho tira de l'apartament, sense adonar-se de l'amor que li té Bret a ella, ja que per a ella és sol un passatemps. Beca viu lluny de la seva mare Sophie (Maria Bell) i el seu mig germà menor Martin, fill de Paul (Gabriel Bateman).
Sophie té una documentada malaltia mental i una seriosa depressió que causa que ella parli amb una "amiga imaginària". Una nit, Martin observa a la seva mare parlant amb una figura en una habitació sumida en la foscor i s'horroritza, cosa que li provoca insomni. Rebecca, acompanyada del seu "nuvi" Bret, va a buscar a Martin a la seva escola i ho porta al seu apartament en contra de la voluntat de la seva mare per protegir-ho. Aquesta nit, Rebecca es desperta per trobar-se amb la figura, amb prou feines evitant el seu atac just quan s'encén la llum d'un cartell de tatuatges de la tenda del costat. L'endemà al matí, Serveis Socials es porta a Martin. Ja sola, Rebecca troba les paraules "Diana" escrites en el sòl sota la catifa. Ella recorda a Diana en la seva pròpia infància com la raó per la qual el seu pare les va abandonar aparentment. Més tard, Rebecca va a la casa de la seva mare amb Bret i troba arxius sobre la seva mare i Diana, qui va morir després de ser exposada a una llum molt brillant per a un experiment. Quan Sophie i Martin arriben, aquests escapen.
En tornar, Sophie decideix veure una pel·lícula amb Martin, ja que estaven distanciats per Diana. Enmig d'una xerrada tranquil·la, Sophie apaga la tele i les llums, la qual cosa terroritza en Martin i li explica la història de la figura, Diana: ella era la seva amiga quan estava en un hospital psiquiàtric. Diana tenia una rara malaltia que feia que la seva pell fos extremadament sensible a la llum. En exposar-la a un focus, accidentalment la van matar. Però Sophie afirma que tothom es va equivocar amb ella. En aquest moment, Martin observa a Diana darrere de la seva mare i en intentar encendre la llum, provoca l'atac de Diana. En intentar protegir-ho, Diana derroca a Sophie, la qual cosa li dona el temps a Martin per encendre la llum i escapar a l'apartament de Rebecca.
Rebecca va a la casa de la seva mare i la demana explicacions sobre Diana, però ella nega les acusacions. Rebecca, Bret i Martin decideixen passar la nit aquí per protegir a Sophie. Rebecca, abans d'anar-se'n al llit, va a la seva habitació per reconciliar-se amb ella; no obstant això, Sophie li passa secretament una nota dient "necessito ajuda" abans que Diana tanqui la porta. Rebecca s'adona que la seva mare està sent controlada per Diana i encén totes les llums de la casa per mantenir-la allunyada.
Coneixent les seves intencions, Diana ataca i tanca a Rebecca i Martin en el soterrani mentre causa una apagada, deixant la casa a les fosques. Bret és atacat per Diana, però aconsegueix escapar. Rebecca i Martin troben llum negra i s'adonen que pot permetre'ls veure a Diana i descobreix diversos escrits en la paret, explicant com Diana no permetrà que ningú "prengui" a Sophie i que també va matar el pare de Rebecca perquè ell @tratar guarir a Sophie, allunyant a Diana.
En aquest moment, es revela que Bret havia cridat a la policia. Alliberen a Rebecca i Martin però són assassinats ràpidament per Diana. Rebecca envia a Martin i Bret fos de la casa i torna per rescatar a Sophie. Diana ataca violentament a Rebecca, però Sophie la confronta amb una pistola. Sophie s'adona que disparar-li no li farà mal i decideix suïcidar-se, per salvar-los la vida als seus fills, ja que la inestabilitat mental de Sophie és l'única raó per la qual Diana roman en aquest món. Amb Sophie morta, Diana es desintegra.
Ja fora, Rebecca, Martin i Bret es tranquil·litzen i juren romandre junts mentre ambulàncies i policies arriben al lloc. Els tres estan descansant en una ambulància quan les llums comencen a parpellejar. Però ells s'adonen que no tenen per què fugir, ja que Diana, com ja havia mort, gens dolent passarà quan les llums s'apaguen.

## Repartiment
- Teresa Palmer com Rebecca[2]
- Gabriel Bateman com Martin, germà menor de Rebecca[3]
- Alexander DiPersia com Bret, el nuvi de Rebecca[4]
- Alicia Vetlla-Bailey com a Diana, un esperit malévolo
- Maria Bell com Sophie, la mare de Rebecca i Martin
- Billy Burke com Paul, el padrastre de Rebecca
- Rolando Boyce com l'agent Andrews, un policia que salva a Rebecca i Martin
- Maria Russell com l'agent Gómez, una policia que salva a Rebecca i Martin
- Andi Osho com Emma, una psicòloga interessada en el cas de Martin
- Lotta Losten com Esther, assistent de Paul

## Producció
El 16 de juny de 2015, Gabriel Bateman va ser convocat per protagonitzar No apaguis mai el llum, la nova pel·lícula de terror de New Line Cinema, en la qual ell interpretaria un dels papers principals. El 27 de juny del mateix any es va anunciar que Teresa Palmer seria l'altra protagonista de l'òpera primera de David Sandberg com a director d'un llargmetratge, doncs la cinta es basa en el seu propi curtmetratge de 2013 i adaptat el guió per Eric Heisserer. James Wan produiria per mitjà de Atomic Monster, al costat de Lawrence Grey que faria el propi per mitjà de Grey Matter Productions.
El rodatge de la pel·lícula va començar a realitzar-se el 29 de juny de 2015, acabant la producció el 22 de juliol, perquè la pel·lícula estigués llista per a la seva etapa de postproducció el 5 d'agost.

## Recepció

### Taquilla
No apaguis mai el llum ha recaptat un total de 63 milions de dòlars amb un pressupost de 4,9 milions de dòlars.

### Crítiques
La pel·lícula ha rebut crítiques generalment positives. Rotten Tomatoes li dona una índex d'aprovació de 76 % basat en 148 revisions, amb una puntuació mitjana de 6,3 sobre 10, indicant «crítiques generalment favorables», mentre que Metacritic li dona una puntuació de 58 sobre 100, basat en 33 comentaris.

## Estrena
No apaguis mai ell llum va anar inicialment programada per ser estrenada el 9 de setembre de 2016, però el 21 de desembre de 2015, Warner Bros. va traslladar la data d'estrena pel 22 de juliol de 2016, coincidint amb l'estrena de Star Trek Beyond i Ice Age. El gran cataclisme.
El primer tráiler de la pel·lícula es va donar a conèixer el 26 de març de 2016 en el compte de Youtube de Warner Bros.

## Seqüela
Al juliol de 2016, New Line Cinema i Warner Bros. Pictures li van donar llum verda a la seqüela de la pel·lícula. David F. Sandberg tornarà a dirigir la pel·lícula mentre que James Wan tornarà a produir-la. Actualment, la pel·lícula està en pre-producció.